# San Juan del Molinillo
San Juan del Molinillo  és un municipi de la província d'Àvila, a la comunitat autònoma de Castella i Lleó.

## Demografia
| 1991 | 1996 | 2001 | 2004 | 2006 |
| ---- | ---- | ---- | ---- | ---- |
| 397  | 342  | 352  | 322  | 329  |